# Acalypha bopiana
Acalypha bopiana är en törelväxtart som beskrevs av Henry Hurd Rusby. Acalypha bopiana ingår i släktet akalyfor, och familjen törelväxter. Inga underarter finns listade i Catalogue of Life.